# The Love Album (álbum de Westlife)
The Love Album es el octavo álbum y el primer álbum de covers por la banda pop irlandesa Westlife, y fue lanzado el 20 de noviembre de 2006 en todo el mundo. El álbum fue lanzado en Filipinas una semana antes de su fecha oficial de lanzamiento, el 13 de noviembre. Las canciones del álbum se centra en el tema del "amor". Durante su tour de Face to Face, también presentaron "The Dance" y más tarde dijeron que sería incluida en el próximo álbum y sería el primer sencillo de este álbum, pero más tarde fue cambiado por " The Rose". El primer y única sencillo lanzado fue "The Rose", originalmente por Bette Midler, y debutó en el número 1 en Reino Unido e Irlanda. Marcó cómo su décimo cuarto sencillo número uno en Reino Unido. La canción primero fue presentada en Miss World 2006. El sencillo include, "If", "Solitaire", y "Nothing's Gonna Change My Love For You" cómo B-sides y otras canciones lanzadas en esa época. Las canciones fueron más tarde incliudas en la edición Deluxe del álbum. El álbum debutó en el número uno en listas de Reino Unido, vendiendo 219,662 copias en solo esa semana, compitiendo con otros álbumes de compilaciones cómo Stop the Clocks: The Definitive Collection, de Oasis o Love de The Beatles y U218 Singles de U2.
El álbum ha vendido más de 1 000 000 copias en Reino Unido y llegó al platino en Irlanda y platino en Reino Unido, haciendo un gran éxito para ellos y para Sony BMG. El álbum fue el octavo álbum más vendido del 2006 en UK. La canción "Total Eclipse of the Heart" fue inicialmente planeada como segundo sencillo pero su lanzamiento fue negado. "All Out of Love" (un dúo con Delta Goodrem) y "Nothing's Gonna Change My Love for You" fueron lanzados más tarde cómo sencillos para radios en Filipinas. "You Light Up My Life" y "All or Nothing" también entraron a las listas en las descargas de Reino Unido. Un doble disco cómo edición deluxe de The Love Album fue lanzado en Asia. El 19 de marzo del 2007 en Filipinas y Hong Kong y el 23 de marzo en Corea del Sur. La edición deluxe incluye la canción Butterfly Kisses con cinco canciones más de sus B-sides incluidas en sus sencillos previos. El álbum ha vendido 3 millones de copias.

## Listado de canciones
- Edición estándar

| The Love Album |                                   |                                                 |                        |          |  |
| N.º            | Título                            | Escritor(es)                                    | Originalmente por      | Duración |  |
| 1.             | «The Rose»                        | Amanda McBroom                                  | Bette Midler           | 3:39     |  |
| 2.             | «Total Eclipse of the Heart»      | Jim Steinman                                    | Bonnie Tyler           | 6:57     |  |
| 3.             | «All Out of Love»                 | Graham Russell, Russell Hitchcock, Clive Davis  | Air Supply             | 3:44     |  |
| 4.             | «You Light Up My Life»            | Joseph Brooks                                   | Debbie Boone           | 3:27     |  |
| 5.             | «Easy»                            | Lionel Richie                                   | The Commodores         | 4:26     |  |
| 6.             | «You Are So Beautiful (To Me)»    | Billy Preston, Dennis Wilson, Bruce Fisher      | Billy Preston          | 3:03     |  |
| 7.             | «Have You Ever Been in Love»      | Andy Hill, Peter Sinfield, John Danter          | Gem                    | 3:41     |  |
| 8.             | «Love Can Build a Bridge»         | John Barlow Jarvis, Naomi Judd, Paul Overstreet | The Judds              | 3:55     |  |
| 9.             | «The Dance»                       | Anthony Arata                                   | Garth Brooks           | 3:58     |  |
| 10.            | «All or Nothing»                  | Steve Mac, Wayne Hector                         | O-Town                 | 3:56     |  |
| 11.            | «You've Lost That Loving Feeling» | Phil Spector, Barry Mann, Cynthia Weil          | The Righteous Brothers | 3:25     |  |

| The Love Album (Bonustrack Japonés) |                                          |                              |                   |          |  |
| N.º                                 | Título                                   | Escritor(es)                 | Originalmente por | Duración |  |
| 12.                                 | «Solitaire»                              | Neil Sedaka, Phil Cody       | The Carpenters    | 5:07     |  |
| 13.                                 | «Nothing's Gonna Change My Love for You» | Michael Masser, Gerry Goffin | George Benson     | 3:47     |  |

- Edición deluxe asiática

| The Love Album |                                                                  |                              |                   |          |  |
| N.º            | Título                                                           | Escritor(es)                 | Originalmente por | Duración |  |
| 1.             | «Butterfly Kisses»                                               | Bob Carlisle, Randy Thomas   | Bob Carlisle      | 5:38     |  |
| 2.             | «Nothing's Gonna Change My Love for You»                         | Michael Masser, Gerry Goffin | George Benson     | 3:47     |  |
| 3.             | «If»                                                             | David Gates                  | Bread             | 2:42     |  |
| 4.             | «Solitaire»                                                      | Neil Sedaka, Phil Cody       | The Carpenters    | 5:07     |  |
| 5.             | «Still Here»                                                     | Steve Mac, Wayne Hector      | Westlife          | 3:51     |  |
| 6.             | «Total Eclipse of the Heart» (Sunset Strippers Remix Radio Edit) | Jim Steinman                 | Bonnie Tyler      | 3:48     |  |

## Historia de lanzamiento
| País        | Fecha                   |
| ----------- | ----------------------- |
| Filipinas   | 13 de noviembre de 2006 |
| Irlanda     | 20 de noviembre de 2006 |
| Reino Unido | 20 de noviembre de 2006 |

## Posicionamiento
| País          | Mejor posición | Ventas     | Certificación |
| ------------- | -------------- | ---------- | ------------- |
| Europa        | 5              | 1 200 000+ | Platino       |
| Irlanda       | 1              | 150 000+   | 10xPlatino    |
| Israel        | 1              |            | -             |
| Norway        | 1              |            | -             |
| Filipinas     | 1              | 60 000+    | 3xPlatino     |
| Corea del Sur | 1              | 40 000+    | Platino       |
| Reino Unido   | 1              | 1 000 000+ | 3xPlatino     |
| Nueva Zelanda | 2              | 50 000+    | 3xPlatino     |
| Suecia        | 3              | 30 000+    | Oro           |
| Argentina     | 5              |            |               |
| China         | 5              |            | -             |
| Hong Kong     | 5              |            | -             |
| Cyprus        | 8              |            | -             |
| Australia     | 11             | 70 000+    | Platino       |
| Alemania      | 34             |            | -             |
| Países Bajos  | 49             |            | -             |
| Suiza         | 27             |            | -             |
| Austria       | 49             |            | -             |